# Hanhilompolo (Jukkasjärvi socken, Lappland)
Hanhilompolo är en sjö i Kiruna kommun i Lappland och ingår i Kalixälvens huvudavrinningsområde. Sjön har en area på 0,113 kvadratkilometer och ligger 402 meter över havet. Sjön avvattnas av vattendraget Hanhijoki.

## Delavrinningsområde
Hanhilompolo ingår i det delavrinningsområde (750729-172961) som SMHI kallar för Namn saknas. Medelhöjden är 457 meter över havet och ytan är 14,54 kvadratkilometer. Det finns ett avrinningsområde uppströms, och räknas det in blir den ackumulerade arean 24,92 kvadratkilometer. Hanhijoki som avvattnar avrinningsområdet har biflödesordning 2, vilket innebär att vattnet flödar genom totalt 2 vattendrag innan det når havet efter 274 kilometer. Avrinningsområdet består mestadels av skog (66 procent) och sankmarker (28 procent). Avrinningsområdet har 0,11 kvadratkilometer vattenytor vilket ger det en sjöprocent på 0,8 procent.